# Självmordsprevention
Självmordsprevention eller suicidprevention är ett samlingsnamn den gemensamma verksamhet som syftar till att förhindra självmord. Insatserna kan utföras av lokala medborgarorganisationer, psykologer/kuratorer med flera för att minska förekomsten av självmord. 
Insatserna inbegriper förebyggande åtgärder inom ramarna för medicinsk och psykologisk kompetens för en god folkhälsa. Sociala skyddsfaktorer som socialt stöd och känslan av samhörighet och riskfaktorer i miljöer som omgärdar individen spelar också en betydande roll för självmordspreventionen.